# Code Oranje
Code Oranje ist eine niederländische Partei. 

## Geschichte
Code Oranje wurde am 25. Oktober 2018 von Bert Blase (ehemals PvdA), dem eingesetzten Bürgermeister von Heerhugowaard, gegründet.
Die Partei nahm 2019 in vier Provinzen an den Provinzwahlen teil (in Gelderland mit der Lokale Partijen Gelderland) teil, gewann bei Stimmanteilen von 0,27 % bis 1,43 % aber keine Mandate. Durch Übertritt ist sie seit November 2020 im Provinzparlament von Noord-Holland vertreten. Vereinzelte Umfragen zur Parlamentswahl am 17. März 2021 prognostizieren der Partei einen Mandatsgewinn. Spitzenkandidat für die Parlamentswahl war Richard de Mos, von 2009 bis 2012 Parlamentsabgeordneter für die PVV.

## Ausrichtung
Die Partei setzt sich für mehr Einfluss der Bürger auf politische Entscheidungen ein, zum Beispiel durch verbindliche Referenden und Bürgerversammlungen.

## Wahlergebnisse
| Jahr | Wahl                | Stimmenanteil | Sitze |
| ---- | ------------------- | ------------- | ----- |
| 2021 | Parlamentswahl 2021 | 0,4 %         | 0/150 |